# Чирнер, Генрих Готтлиб
Генрих Готтлиб Чирнер (нем. Heinrich Gottlieb Tzschirner; 14 ноября 1778, Митвайда, Средняя Саксония — 17 февраля 1828, Лейпциг, Германский союз) — немецкий протестантский богослов, философ, писатель, университетский преподаватель .

## Биография
Он изучал богословие в Лейпцигском университете, получив хабилитацию в 1800 году при содействии дрезденского экзаменатора Франца Фолькмара Райнгарда (1753—1812). Некоторое время он работал частным преподавателем в Виттенбергском университете, а после смерти отца стал диаконом в своём родном городе Митвайда. В 1805 году он был назначен профессором богословия в Виттенберге, затем вернулся в Лейпциг (1809), где в 1811 году стал ректором своей альма-матер.
В 1813 году он поступил на службу в саксонскую армию в качестве капеллана во время наполеоновских войн. В следующем году он вернулся в Лейпциг и впоследствии стал архидиаконом церкви Святого Фомы и суперинтендантом Лейпцигской епархии.
Как богослов, Чирнер был сторонником этического и радикального рационализма, считая, что мораль здравого смысла является высшим принципом христианства. В одной из своих наиболее известных работ, «Protestantismus and Katholicismus aus dem Standpunkte der Politik betrachlet», он решительно защищал протестантское дело против католицизма. Помимо собственных работ, он продолжил публикацию «Christliche Kirchengeschichte seit der Reformation»  Иоганна Маттиаса Шрёка после смерти того в 1808 году.

## Публикации
- «Geschichte der Apologetik», 1805
- «Ueber die Verwandtschaft der Tugenden und der Laster», 1809
- «Predigten», 1812
- «Ueber Johann Matthias Schröckh's Leben, Charakter und Schriften», 1812
- «Ueber den Krieg, ein philosophischer Versuch», 1815
- «Die Ehe aus dem Gesichtspunkte der Natur, der Moral und der Kirche», 1819
- «Die Sache der Griechen, die Sache Europas», 1821
- «Protestantismus und Katholicismus aus dem Standpuncte der Politik», 1824
- «Die Gefahr einer Deutschen Revolution», 1823
- «Die Rückkehr katholischer Christen im Grossherzogthume Baden zum evangelischen Christenthume», 1823
- «Das Reactionssystem», 1824
- «Der Fall des Heidenthums», 1829

### Редактор
- «Christliche Kirchengeschichte». Иоганн Маттиас Шрёк 2. Aufl., Leipzig, 1827.
- «Memorabilien für das Studium und die Amtsführung des Predigers». Leipzig, 1820.